# Illadopsis rufescens
Az Illadopsis rufescens a madarak osztályának verébalakúak (Passeriformes) rendjébe és a Pellorneidae családjába tartozó faj.

## Rendszerezése
A fajt Anton Reichenow német ornitológus írta le 1878-ban, a Turdirostris nembe Turdirostris rufescens néven.

## Előfordulása
Afrika nyugati, középső részén, Benin, Elefántcsontpart, Ghána, Guinea, Libéria, Szenegál és Sierra Leone területén honos. A természetes élőhelye a szubtrópusi vagy trópusi síkvidéki és hegyi esőerdők. Állandó, nem vonuló faj.

## Megjelenése
Testhossza 16-17 centiméter, testtömege 32-41 gramm.

## Életmódja
Rovarokkal, csigákkal és kisebb kétéltűekkel táplálkozik.

## Természetvédelmi helyzete
Nagy az elterjedési területe, egyedszáma a fakivágások miatt viszont gyorsan csökken. A Természetvédelmi Világszövetség Vörös listáján mérsékelten fenyegetett kategóriájában szerepel a faj.